# 東洋宣教会聖書学院
東洋宣教会聖書学院（とうようせんきょうかいせいしょがくいん）は、東洋宣教会の所有で、主に日本ホーリネス教会の教職養成のために、戦前に東京府豊多摩郡淀橋町柏木（現在の新宿区北新宿）にあった神学教育機関である。
文献では、聖書学院と言われることが多い。ごくまれに、東京聖書学院とも言われたが、日本ホーリネス教団の東京聖書学院とは別組織である。通称では柏木聖書学院と言われたこともあった。

## 沿革

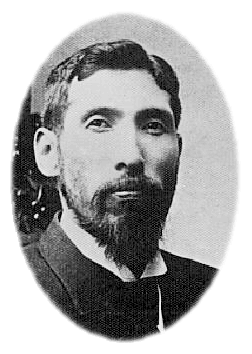
初代院長笹尾鉄三郎

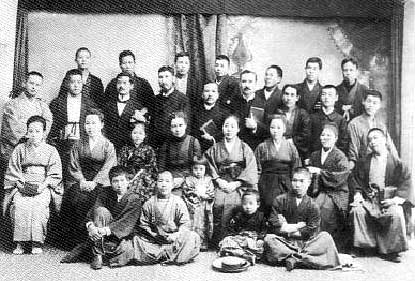
1902年頃の、聖書学校の教師家族と修養生

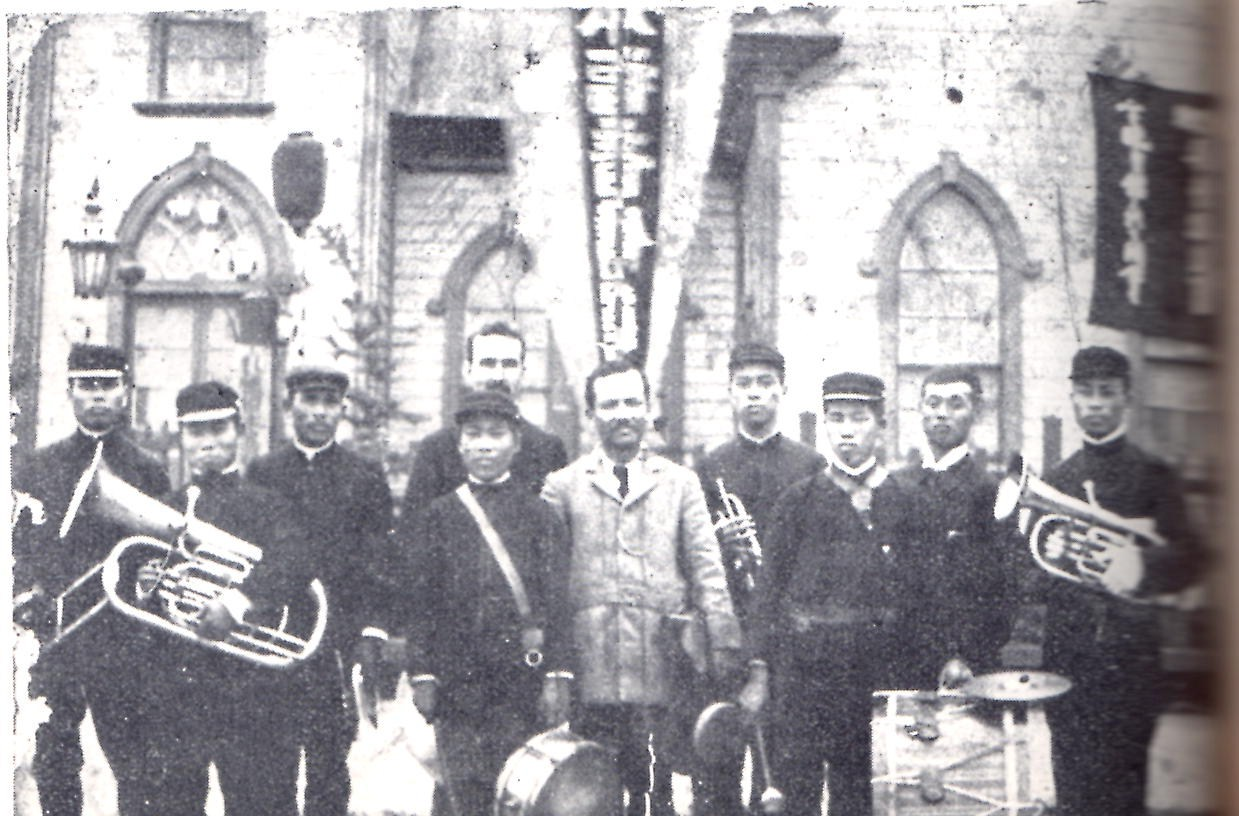
1902年8月、巡回伝道の際に弘前教会の前に集合した中田重治と修養生らによる福音音楽隊。

### 神保町時代
1901年(明治34年)4月１日に中田重治とチャールズ・カウマンが神田神保町の中央福音伝道館内に聖書学校を創設する。最初の校長は中田重治であった。最初の生徒は、栗原春吉（秋山由五郎の弟）、野村与市、伊中小一、鈴鹿正一、奥田常三郎（奥田耕天の父）、佐治とめであった。 5月に松江より奥田の友人米田豊が入学した。7月にバックストンの弟子であった笹尾鉄三郎が淡路島から来て、後に初代院長になった。10月には三谷種吉が松江を引き上げて、上京して聖書学校で音楽を教えた。修養生は勉学だけではなく、熱心に伝道した。
1902年(明治35年)には三谷が修養生で福音音楽隊を組織して東京で伝道した。また、チャールズ・カウマンが福音伝道隊を組織して、5月6月には東北・北海道を伝道した。8月に弘前で伝道した時には、中田の親戚で後の日本メソジスト教会監督阿部義宗が回心した。1902年6月にはアーネスト・キルボルンが加わったが、三谷は1902年末で教師を辞めて、日本組合基督教会の牧師になった。しかし、三谷は1903年(明治36年)11月には再び参加して、聖書学校で聖書と音楽を教えた。
1903年6月には、エール大学出身の武田駒吉が来て、9月1日より組織神学を教えた。この頃修養生は、日曜日と月曜日を除く、午前9時から12時まで勉強した。旧約聖書と新約聖書と組織神学の代わりにウェスレーのキリスト者の完全で学んだ。

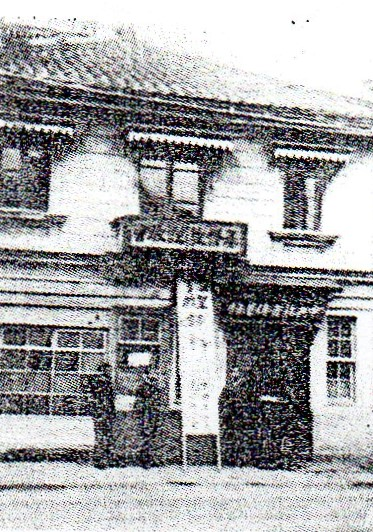
1903年に淡路町に移転した中央福音伝道館

1月28日に淡路町に大きな西洋館を購入して、婦人舎兼伝道館にした。神保町の中央福音伝道館は男子宿舎兼聖書学校になった。

### 柏木時代
神保町の聖書学校と淡路町の女子宿舎が狭すぎるようになったので、中田重治とカウマンたちは新宿に検分に行き東京府豊多摩郡淀橋町柏木に三千坪の土地を購入して、1904年5月に聖書学院の建設を焔の舌に発表した。10月31日に柏木の新校舎に移転して、「聖書学院」と名称を変えて、東洋宣教会性聖書学院との看板を掲げた。また、柏木にあるために、柏木聖書学院ともよばれることになる。この時、秋山由五郎が教師に加わった。
1905年11月東洋宣教会という名称が公式に決められ、カウマン夫妻、アーネスト・キルボルン、中田重治、笹尾鉄三郎が幹部に就任すると。笹尾鉄三郎が聖書学院院長を担当することになった。
1913年(大正2年)4月、笹尾鉄三郎が事実上、聖書学院を退き、フリーの巡回伝道者になる。1914年5月14日に笹尾は聖書学院院長を正式に辞任して、アーネスト・キルボルンが第2代目の院長に就任した。

### 東洋ホーリネス教会時代
1917年(大正6年)には東洋日本ホーリネス教会が創設され、中田重治新監督が院長に就任する。車田秋次、山崎亭治、坂井勝次郎、野辺地天馬らが教授になり、宇井良が婦人ホーム舎監に就任する。以降、日本ホーリネス教会の教職を多数輩出した。
1924年にホーリネス派は聖書学院にて聖書大会を開催し、高等批評に対して聖書信仰を主張した。

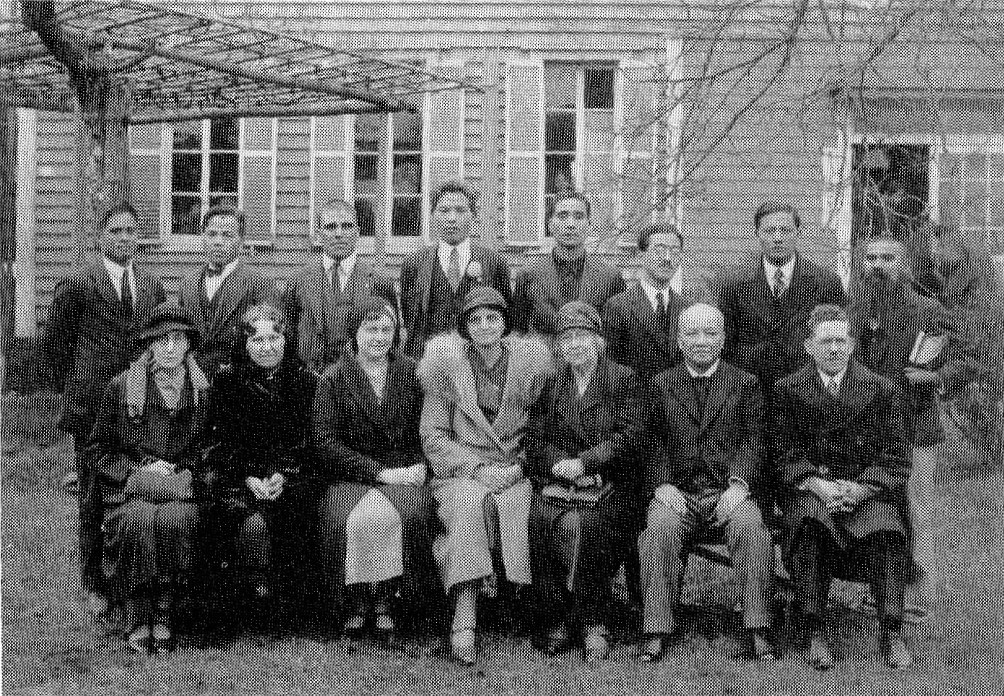
1932年頃の柏木聖書学院

### ホーリネス分裂

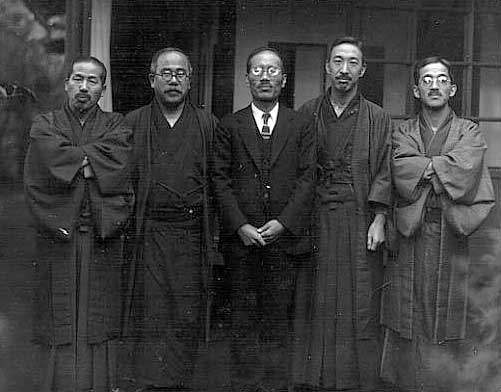
聖書学院の五教授

1933年ホーリネス分裂事件が発生する。阿部義宗、渡辺善太などの仲介により、1936年についに中田重治側と委員側に和協協定が成立して、和協分離する。聖書学院は本来、東洋宣教会の所有であるが、中田の監督の長年の功績の故に、委員側の日本聖教会の了解のもとに、中田監督のきよめ教会の所有になる。聖書学院の五教授が去った後、中田側では聖書学院の体制を整えた。委員側は練馬区茂呂町に聖書神学校塾を開校した。
1945年米軍の空襲により、聖書学院と淀橋教会は焼失した。

## 出身者

### 神田時代（1901-1904）
- 多辻春吉
- 伊中小一
- 鈴鹿正一
- 奥田常三郎
- 米田豊
- 森五郎
- 車田秋次
- 蘆谷蘆村(童話作家)
- 都田友次郎(日本聖書協会総主事の都田恒太郎の父)
- 清水鉱治

### 柏木時代(1904-1936)
- 平出慶一(1905年卒業)
- 井上伊之助(1907年卒業)[5]
- 松田政一(1920年卒業)
- 蔦田二雄
- 江賀寅三（1925年卒業）
- 安倍豊造
- 山中為三